# Neocerambyx taiwanensis
Neocerambyx taiwanensis är en skalbaggsart som beskrevs av Hayashi 1992. Neocerambyx taiwanensis ingår i släktet Neocerambyx och familjen långhorningar.
Artens utbredningsområde är Taiwan. Inga underarter finns listade i Catalogue of Life.